# Узел редуцирования газа
Узел редуцирования газа (УРГ) — совокупность оборудования, предназначенного для непрерывного снижения и автоматического поддержания заданного давления транспортируемого газа с целью перепуска его из газопровода с более высоким давлением в газопровод с более низким давлением. Входит в линейную часть газопровода.

## Схема работы
Включает параллельно установленные регулирующие клапаны с пневматическими мембранно-пружинными приводами.

## Расчёт узла редуцирования
Расчёт узла редуцирования газа, как правило, включает выбор типа регулятора давления и его мощности. Предварительно выбирается давление, на котором должны работать горелки, чтобы определить перепад давления, по которому подбирается регулятор.

## Типы
Узел редуцирования газа высокого давления представляет собой основной элемент газораспределительной станции. Состоит из двух или нескольких линий редуцирования (включая резервные) в зависимости от пропускной способности газораспределительной станции. На выходных газопроводах установлены предохранительные клапаны, рассчитанные на полную пропускную способность газораспределительной станции с тем, чтобы в газопроводе не могло создаться давление, превышающее рабочее более чем на 10 %. Снижает давление газа от 7,5—5,4 МПа (в магистральном газопроводе) до 1,2 МПа и менее (в газораспределительной сети). Давление газа во входном коллекторе узла редуцирования измеряется показывающим манометром и регистрируется самопишущим манометром, установленным на щите в операторной.
Узел редуцирования газа низкого давления включает регулятор непосредственного действия и предохранительный клапан.
Узлы редуцирования давления топливного и пускового газов и газа для собственных нужд входят в число подсобно-вспомогательных объектов компрессорной станции. Редуцирование топливного и пускового газов осуществляется отдельными узлами. Узел редуцирования топливного газа включает рабочую и резервную линии. На каждой линии установлен регулятор давления газа прямого действия и кран с пневмоприводом. Расход газа замеряется диафрагмой, установленной на входе в узел редуцирования. Узел редуцирования пускового газа состоит из двух ниток: верхней и нижней. На входе нижней нитки установлен кран с пневмоприводом.
Узел редуцирования газа обязательно оборудуется в мощной промышленной котельной (с водотрубными котлами). Газ к такой котельной подводится под средним и высоким давлением.